# Astragalus spachianus
Astragalus spachianus är en ärtväxtart som beskrevs av Pierre Edmond Boissier. Astragalus spachianus ingår i släktet vedlar, och familjen ärtväxter. Inga underarter finns listade i Catalogue of Life.